# Brithys
Brithys là một chi bướm đêm thuộc họ Noctuidae. Nó chỉ có một loài.

## Các loài
- Brithys crini – Lily Borer Fabricius, 1775